# Amula
Koordinaten: 59° 25′ N, 27° 19′ O
Amula ist ein Dorf (estnisch küla) in der Landgemeinde Kohtla (Kohtla vald). Es liegt im Kreis Ida-Viru (Ost-Wierland) im Nordosten Estlands.
Das Dorf hat 43 Einwohner (Stand 2009).